# Lise Dissing
Lise Dissing (født 10. december 2001) er en dansk fodboldspiller, der spiller angreb for Fortuna Hjørring i Gjensidige Kvindeligaen og Danmarks U/19-kvindefodboldlandshold. Hun har tidligere optrådt for diverse U-landshold og hun deltog også ved U/19-EM i fodbold for kvinder 2018 i Schweiz.

## Karriere

### AaB Fodbold
Dissing spillede for AaB's kvindehold som ungdomsspiller i deres eliteafdeling, samt enkelte optrædener på klubbens ligahold. Med hendes gode succes i klubben, medvirkede det også i debut på Danmarks U/16-kvindefodboldlandshold i november 2016. Hun vandt desuden U/13 JM i 2014, med AaB, over Vildbjerg SF.

### Vildbjerg SF
Efter flere succesrige år i AaB, skiftede hun i sommeren 2017 til 1. divisionsklubben Vildbjerg SF, hvor hun spillede en enkelt sæson, indtil kontraktudløb i sommeren 2018. Hun optrådte både for klubbens ligahold og U18 DM-hold.

### Fortuna Hjørring
Hun skiftede i juli 2018, til topklubben Fortuna Hjørring i 3F Ligaen. Efter to sæsoner, hvor hun især i sæsonen 2019-20 fik mere spilletid og var også en bærende og vigtig profil for klubben. I hendes indtil videre to sæsoner i klubben, har hun vundet sølv i den første sæson i ligaen og Pokal-Guld i 2019. I 2020, kunne hun også kalde sig ligavinder for første gang. Hun har desuden repræsenteret klubben i UEFA Women's Champions League.
Hun forlængede i juli 2020, med klubben yderligere et år til 2021.

## Meritter

### Klub
Fortuna Hjørring
- Elitedivisionen 
  - Guld : 2020
  - Sølv : 2019
- Sydbank Pokalen 
  - Sølv : 2019